# Synode d'Uppsala
Le synode d'Uppsala fut le plus important synode de l'Église de Suède. Il eut lieu en 1593. La Suède avait approuvé la Réforme protestante et s'était séparée de l'Église catholique romaine dans les années 1520 mais aucune confession de foi n'avait été proclamée.

## Histoire

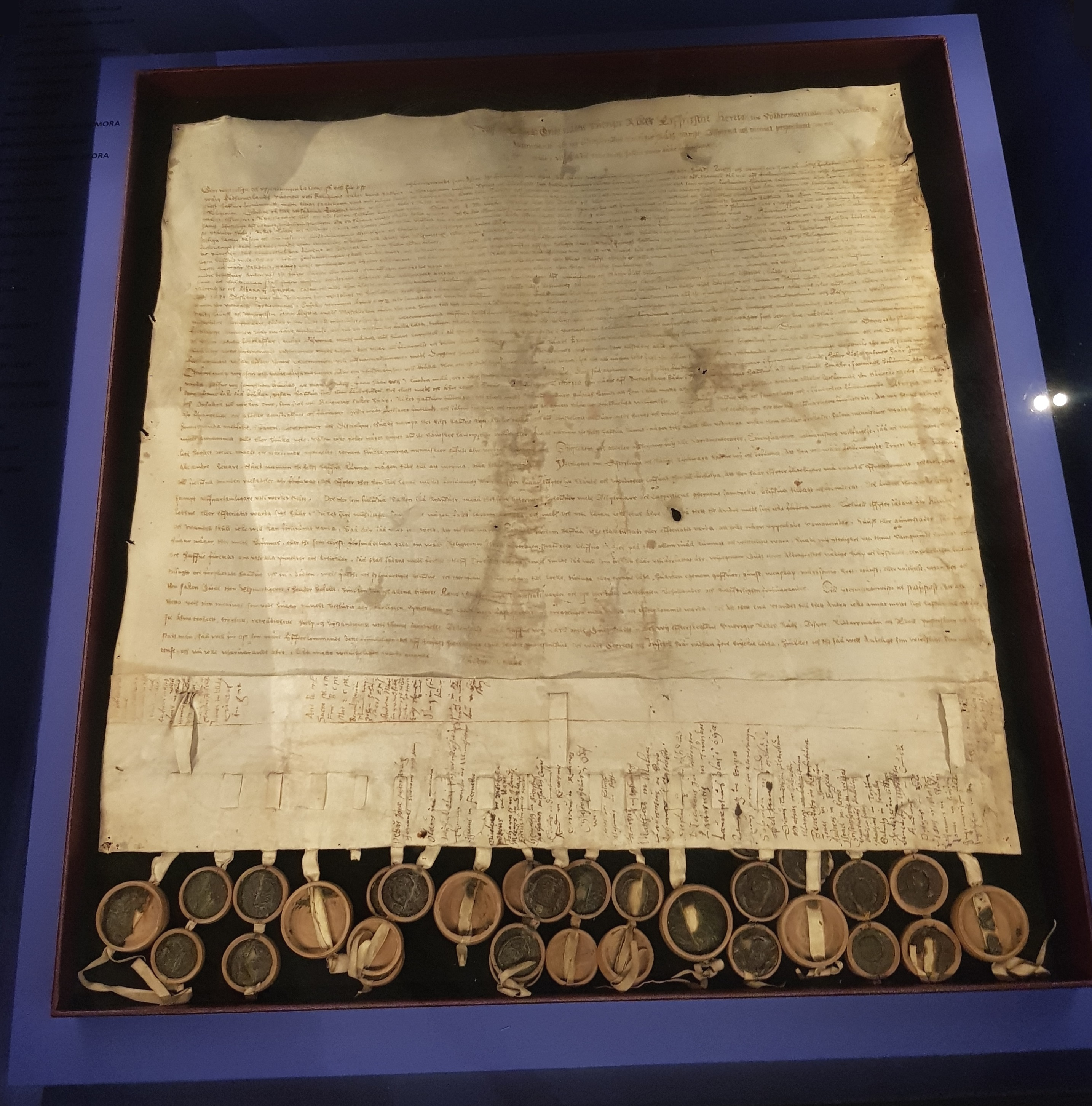
Un exemplaire du compte-rendu du synode, détenu à la cathédrale de Västerås.

Le synode fut réuni à Uppsala par le duc Charles, héritier de la couronne de Suède. Quatre évêques et plus de trois cents prêtres étaient présents. Il fut ouvert le 1er mars par Nils Göransson Gyllenstierna, et le jour suivant, Nicolaus Olai Bothniensis, un professeur de théologie à l'Université d'Uppsala en fut élu président.
Du 1er au 5 mars, le synode désigna l'Écriture sainte comme unique guide pour la religion. Les trois principales professions de foi chrétienne (le Symbole des apôtres, le Symbole de Nicée et le Symbole d'Athanase) furent officiellement reconnues, et la confession d'Augsbourg, luthérienne, de 1530 fut adoptée dans sa forme originelle. Après l'approbation unanime de celle-ci, Nicolaus Olai Bothniensis déclara : « Maintenant la Suède ne fait plus qu'une, et nous avons un seul Seigneur et Dieu ».
Le synode décida également que la doctrine luthérienne serait dorénavant la seule à être autorisée. Le catholicisme, le calvinisme et le zwinglianisme furent officiellement interdits. La liturgie de tendance catholique du roi Jean III de Suède (1537–1592) fut également rejetée.
Le 15 mars, Abraham Angermannus fut élu archevêque d'Uppsala.
Le 20 mars, le synode s'acheva après que ses décisions furent ratifiées, d'abord par le duc Charles, les membres du conseil, et les évêques, puis par les représentants de tout le pays.
Dans la série internationale de livres Corpus Christianorum, une édition critique de la décision du synode est publiée accompagnée d'un commentaire détaillé en anglais.